# Lutz Hübner
Lutz Hübner (* 16. Januar 1964 in Heilbronn) ist ein deutscher Dramatiker, Schauspieler und Regisseur.

## Leben
Lutz Hübner wurde 1964 in Heilbronn geboren und wuchs in Weinsberg auf. Nach dem Abitur 1983 am dortigen Gymnasium studierte er 1983/1984 Germanistik, Philosophie und Soziologie in Münster. Nach einer Schauspielausbildung von 1986 bis 1989 an der Hochschule des Saarlandes für Musik und Theater in Saarbrücken war er als Schauspieler zunächst am Saarländischen Staatstheater in Saarbrücken und am Badischen Staatstheater in Karlsruhe tätig. In den Jahren 1990 bis 1993 wirkte er am Rheinischen Landestheater Neuss, von 1993 bis 1996 am Theater der Landeshauptstadt Magdeburg jeweils als Schauspieler und Regisseur.
Hübner lebt in Berlin. Seit 1994 ist er mit Sarah Nemitz verheiratet. Das Paar hatte sich am Rheinischen Landestheater Neuss kennengelernt, an dem beide Teil des Schauspielensembles waren. Sie haben eine gemeinsame Tochter.

## Werk
Seit 1996 ist Lutz Hübner als freiberuflicher Schriftsteller und Regisseur tätig. Er schrieb seitdem etliche Stücke, teils mehrere im selben Jahr, die ihn laut Statistik des Deutschen Bühnenvereins schon in der Spielzeit 1999/2000 zum meistgespielten Dramatiker der Gegenwart auf deutschen Bühnen machten, in der Anzahl der Aufführungen nur noch von Shakespeare und Goethe übertroffen. In der Spielzeit 2001/2002 fanden 751 Aufführungen seiner Werke statt. Seit 2011 finden sich seine Werke konstant unter den Top 10 der am häufigsten aufgeführten und inszenierten Stücke in Deutschland, wie Anke Christensen unter Bezug auf die Werkstatistiken des Deutschen Bühnenvereins ausführt.
Bekannt wurde er anfangs vornehmlich für seine an ein jugendliches Publikum gerichteten Stücke wie Das Herz eines Boxers.  Bald nahm er sich auch anderer Themen an, wie zum Beispiel des Berliner Bankenskandals im Bankenstück von 2004. Seit 2001 besteht eine kontinuierliche kreative Zusammenarbeit mit seiner Frau, der Schauspielerin und Autorin Sarah Nemitz.
Frau Müller muss weg wurde im Januar 2010 im Kleinen Haus des Staatsschauspiels Dresden uraufgeführt. Es handelt von einem Elternabend in einer vierten Klasse, auf dem die Eltern aus Sorge, die schlechten Noten verhinderten den Zugang zum Gymnasium, sich gegen die Lehrerin verbünden. Sehr schnell zerbricht jedoch die Einigkeit und der Streit der Mütter und Väter gegeneinander entlarvt individuelle Ängste, unbewältigte Lebenskrisen und Versagen in der Erziehung des eigenen Kindes. Frau Müller muss weg wurde von Regisseur Sönke Wortmann 2014 verfilmt.
Die Uraufführung von Die Firma dankt fand im Januar 2011 ebenfalls im Kleinen Haus statt. Das Stück, das den Werteverlust in der „modernen“ Unternehmenskultur illustriert, wurde von Paul Harather verfilmt und 2018 in der ARD erstausgestrahlt.
Im Jahr 2000 benannte das Theater Hagen seine Jugendtheaterbühne nach Lutz Hübner lutzhagen.

## Preise
- 1998: Deutscher Jugendtheaterpreis für Das Herz eines Boxers
- 2002: Theaterzwang für Creeps[10]
- 2015: Bayerischer Filmpreis in der Kategorie Bestes Drehbuch für Frau Müller muss weg!, zusammen mit Sarah Nemitz und Oliver Ziegenbalg[11]

## Dramatische Werke
(In der Reihenfolge der Uraufführung)
- Tränen der Heimat (20. Oktober 1994)
- Letzte Runde (21. November 1995)
- Das Herz eines Boxers (19. Oktober 1996)
- Gretchen 89ff. (29. Oktober 1997)
- Alles Gute (13. November 1998)
- Herzmündung (11. April 1999)
- Alles wird anders, alles wird gut (27. November 1999)
- Strich (21. Januar 2000)
- Oh, Theodora! (26. Februar 2000)
- Creeps (1. April 2000)
- Die Franklin-Expedition (15. September 2000)
- Der Maschinist (Opernlibretto, 17. September 2000)
- Don Quixote (12. November 2000)
- Ausnahmezustand (28. April 2001)
- Wallenberg (Opernlibretto, Musik Erkki-Sven Tüür, 5. Mai 2001)
- Winner & Loser (17. Januar 2002)
- Leichen im Keller (25. Mai 2002)
- Einfache Freuden (10. Januar 2003)
- scratch! (27. September 2003)
- Nellie Goodbye (2. November 2003)
- Dramoletti (22. November 2003)
- Bankenstück (20. März 2004)
- Der Maschinist (Schauspiel, 3. Oktober 2004)
- Gotteskrieger (3. Mai 2005)
- Ehrensache (Dezember 2005)

### Zusammen mit Sarah Nemitz
- Hotel Paraiso (8. Oktober 2004)
- Die letzte Show (12. Januar 2006)
- Für alle das Beste (29. September 2006)
- Blütenträume (16. September 2007, Österreichische Erstaufführung 2011 in den Wiener Kammerspielen)
- Der Zauberer von Camelot (Kinderrevue nach Motiven von Mark Twain, 28. Oktober 2007)
- Aussetzer (9. November 2007, Auftragswerk des Staatstheaters Hannover)
- Geisterfahrer (21. September 2008)
- Dream Team (9. Januar 2009, Schauspiel Essen)
- Nachtgeschichte (26. September 2009)
- Frau Müller muss weg (22. Januar 2010)
- Die Firma dankt (27. Januar 2011)
- Held Baltus (15. September 2011)
- Was tun (6. Oktober 2012)
- Richtfest (8. Dezember 2012)
- Bochum. Ein Singspiel (6. Oktober 2013, Auftragswerk des Schauspielhauses Bochum)
- Ein Exempel (14. Juni 2014, Staatsschauspiel Dresden)[12]
- Phantom (Ein Spiel) (17. September 2015, Nationaltheater Mannheim)[13]
- Don Quixote (Kleine Fassung) (3. Oktober 2015, Gripstheater Berlin)
- Ghetto Deluxe – Projekt Stadt X (13. März 2016, Auftragswerk des Theaters Hagen)
- Wunschkinder (29. Mai 2016, Schauspielhaus Bochum)
- Wahnfried (28. Januar 2017, Opernlibretto im Auftrag des Badischen Staatstheaters Karlsruhe)
- Willkommen أهلا وسهلا (4. Februar 2017, Düsseldorfer Schauspielhaus)
- Abend über Potsdam (7. April 2017, Auftragswerk für das Hans-Otto-Theater Potsdam)[14]
- Paradies (23. September 2017)
- Furor (2. November 2018, Schauspiel Frankfurt)
- Abiball (19. November 2018, Düsseldorfer Schauspielhaus)
- Frauensache (30. November 2019, Auftragswerk des Staatstheaters Karlsruhe)
- Die fünf Leben der Irmgard Keun (14. Januar 2023, Düsseldorfer Schauspielhaus)
- Wunderheiler (2. Mai 2025, Altes Schauspielhaus Stuttgart)

## Drehbücher
- 2015 Frau Müller muss weg!, zus. m. Sarah Nemitz und Oliver Ziegenbalg (Constantin Film)
- 2017 Die Firma dankt, zus. m. Sarah Nemitz und Paul Harather (SWR)

## Buchpublikationen
- Lutz Hübner: Vier Theaterstücke (Das Herz eines Boxers / Nellie Goodbye / Hotel Paraiso / Bankenstück), Berlin 2005, Verlag Theater der Zeit, ISBN 978-3-934344-46-4.
- Lutz Hübner: Frau Müller muss weg und andere Stücke, Berlin 2011, Verlag Theater der Zeit, ISBN 978-3-942449-23-6.
- Lutz Hübner und Sarah Nemitz: Theaterstücke. Willkommen / Wunschkinder / Abend über Potsdam / Phantom (Ein Spiel), Berlin 2017, Verlag Theater der Zeit, ISBN 9783957491008.